# El Reguer (Blancafort)
El Reguer és una muntanya de 585 metres que es troba al municipi de Blancafort, a la comarca de la Conca de Barberà.